# Disperis woodii
Disperis woodii är en orkidéart som beskrevs av Harry Bolus. Disperis woodii ingår i släktet Disperis och familjen orkidéer. Inga underarter finns listade i Catalogue of Life.